# Валескуропасо-Локалита Стефано (Павија)
Валескуропасо-Локалита Стефано је насеље у Италији у округу Павија, региону Ломбардија.
Према процени из 2011. у насељу је живело 567 становника. Насеље се налази на надморској висини од 83 м.